# Simitarra de bec taronja
La simitarra de bec taronja (Pomatorhinus ochraceiceps) és un ocell de la família dels timàlids (Timaliidae).

## Hàbitat i distribució
Viu entre la malesa del bosc al nord-est de l'Índia des d'Arunachal Pradesh cap al sud fins les muntanyes Cachar, Manipur i Nagaland, Myanmar, sud-oest de la Xina al sud de Yunnan, nord-oest de Tailàndia, Laos i Vietnam a Tonkin i sud d'Annam.